# Shigeo Neriki
Shigeo Neriki (japanisch 練木 繁夫, Neriki Shigeo; * 1951 in der Präfektur Tokio) ist ein japanischer Pianist.

## Leben und Wirken
Shigeo Neriki begann im Alter von drei Jahren Klavier zu spielen und trat bereits fünfjährig in einem Konzert auf, das landesweit im Fernsehen übertragen wurde. Nach seiner Ausbildung an der Tōhō-Gakuen-Musikhochschule bei Masayasu Oshima ging er 1971 in die Usa, um an der Indiana University bei György Sebök zu studieren. 1976 gewann er den ersten Preis bei der Tucson Piano Competition, drei Jahre später den ersten Preis bei der Three Rivers International Competition in Pittsburgh.
Er trat mit Orchestern wie dem Chicago Symphony Orchestra, dem Boston Symphony Orchestra, dem Pittsburgh Symphony Orchestra, dem National Symphony Orchestra of Washington dem Japan Symphony Orchestra und Tokyo Symphony Orchestra. Anlässlich der Zweihundertjahrfeiern der USA spielte er in Boston Tschaikowskis 1. Klavierkonzert vor 400.000 Zuhörern. Sein Auftritt mit Prokofjews drittem Klavierkonzert mit dem Orquesta Sinfonica Nacional in Mexiko unter Enrique Diemecke 1991 wurde von der Kritik als bestes Konzert der Saison gewertet. 1987 unternahm er als Solist eine Japantournee mit dem Schwedischen Rundfunksinfonieorchester unter Esa-Pekka Salonen. Großen Erfolg hatte seine Aufführung eines Klavierkonzerts von Bartók mit dem Orchestre Philharmonique de Radio France in Paris.
Seit 1976 arbeitet Shigeo Neriki regelmäßig mit dem Cellisten János Starker zusammen, mit dem er weltweit Konzerte gab und Aufnahmen für Dennon, Delos, Star und RCA Victor Red Seal einspielte. Eine Aufnahme mit Werken David Poppers 1990 wurde für einen Grammy Award nominiert. Er trat als Kammermusiker in Europa, Asien und Nordamerika auf und war regelmäßiger Gast beim Festival der Zukunft in der Schweiz und dem Kirishima International Music Festival in Japan. 1991 gründete er mit dem Violinisten Hamao Fujiwara das Quartett Tokyo Soloists. 1992 wurde das Ensemble zu einem Privatkonzert vor dem japanischen Kaiser und dessen Familie eingeladen, im Folgejahr erhielt es den Suntory Music Award.
Shigeo Neriki Professor für Klavier an der Musikschule der Indiana University in Bloomington. Daneben gibt er regelmäßig Meisterklassen an der Tōhō-Gakuen-Musikhochschule und der Kunitachi-Musikhochschule in Tokio, der Sōai-Hochschule in Osaka und der Elizabeth University of Music in Hiroshima.
Soloalben Nerikis erschienen bei Harmony CD Classic und Meister Music. Für seine Aufnahme von Klavierstücken Schumanns erhielt er 1997 einen Preis der japanischen Regierung. 2004 veröffentlichte er das Buch Give me an A.